# Keserű narancs
A keserű narancs, vagy más néven szevillai narancs déligyümölcs a citrusok nemzetségéből, rutafélék családjából. Úgy tartják, hogy a pomeló és a mandarin hibridje. Virágát (Aurantii flos), levelét (Aurantii folium), az éretlen termését (Aurantii immaturi fructus), terméshéját (Aurantii pericarpium) és illóolaját (Aetheroleum aurantii) is felhasználják.

## Leírása
A fejlett fa 3-tól 9 méter magasságot érheti el, alakja egyenesebb, koronája pedig tömöttebb, mint az édes narancsé. Sima, barna törzse van zöld ágakkal. A fiatal ágak szögletesek, hajlékonyak, rajtuk tövisek találhatóak, melyek 2,5–8 cm hosszúak lehetnek. A váltakozó állású levelek örökzöldek, aromásak, levélnyelük szárnyas, és hosszabbak az édes narancsénál. Az illatos virágok egyenként, vagy kisebb fürtökben nőnek a levélhónaljaknál. A virágok 5-12%-a porzós. Gyümölcsei kerekek, lapítottak vagy megnyúlt tojásdadok, 7–8 cm átmérőjűek, göröngyös, aromás, keserű héjjal, amely érett állapotban világos narancssárga. A gyümölcs belül 10-12 gerezdből áll, melyek savanyú terméshúst tartalmaznak, és néhány vagy sok mag található bennük.

## Elterjedése
A keserű narancs Délkelet-Ázsiában, Polinéziában honos növény, főleg a Fidzsi-szigeteken, Szamoán és Guamban. Az arabok a 9. században vitték el Arábiába. Szicíliában már 1002-ben megjelent, és Sevilla környékén is már termesztették a 12. század végén. Mexikóban 1568-ban, Brazíliában 1587-ben honosították meg. Floridába a spanyolok vitték, majd később innen szállították a keserű narancsot a Brit Királyságba.

## Felhasználása
A gyógyászatban a keserű narancs-virágot, a virágból kinyert illóolajat, a narancs éretlen termését, az érett gyümölcs héjának megszárított külső kérgét, a gyümölcskéregből kinyert illóolajat, a terméshéjból előállított tinktúrákat (Tinctura aurantii, Tinctura aurantii pro sirupo), valamint a belőlük előállított galenusi készítményeket (Tinctura chinae composita, Tinctura amara, Elixirium thymi composita, Sirupus aurantii) használják.
A narancsvirág megtalálható nyugtató teakeverékek összetevői között, de növényi eredetű készítmények ízesítőanyaga is. A terméshéjat csak ritkán használják teakészítésre, jóval gyakoribb, hogy tinktúrát (például Tinctura amara) készítenek belőle, melyet étvágytalanság (anorexia) és emésztési zavarok (dyspepsia) kezelésére alkalmaznak. A likőripar a narancsvirágot, a narancshéjat, az éretlen terméseket és a narancslevelet is felhasználja (drogkeverékek, kivonatok és párlatok formájában) aperitifek, vermutok, édes és enyhén keserű likőrök előállításához.

## Illóolajai
A keserű narancs azon kevés citrus fajták közé tartozik, melyből többféle illóolaj is kinyerhető. Nemcsak a termését, de a virágait, ágait és leveleit is felhasználják.
- Keserű narancs illóolaj: a fa termésének héjából nyerik, hidegsajtolásos eljárással. Hagyományos, vízgőz-desztillációs eljárással jó minőségű olaj nem nyerhető belőle, hiszen akárcsak a többi citrusfélénél, a keserű narancsnál is károsodik az olaj 100 °C felett. A kinyert olaj illata leginkább az édes narancséhoz hasonlít, ám annál valamivel, fanyarabb, kesernyésebb az illata.
- Petitgrain illóolaj (Magyarországon általában ezt nevezik keserű narancs illóolajnak): A fa fiatal ágaiból és leveleiből, vízgőz-desztilláció útján kinyert olaj. Bár illatát a citrusokhoz sorolják, felfedezhetőek benne levendulára, rózsára és fás illatokra emlékeztető jegyek is. Aromaterápiában leginkább nyugtató, feszültségoldó és az alvást segítő hatása miatt használják.
- Narancsvirág (neroli) illóolaj: A fa virágaiból, vízgőz-desztillációs módszerrel nyerik ki. Illatát tekintve friss, citrusos, enyhén fanyar, zöldes jegyeket hordozó illat.
- Narancsszirom illóolaj: Magyarországon kevésbé ismert olaj típus. Akárcsak a neroli illóolajat, ezt is a fa virágaiból nyerik ki, azonban nem a hagyományos úton, hanem oldószeres eljárást alkalmazva. Eredményként egy kevésbé citrusos, inkább édesebb, virágokra (főként jázminra) emlékeztető illatot kapunk.

## Képgaléria

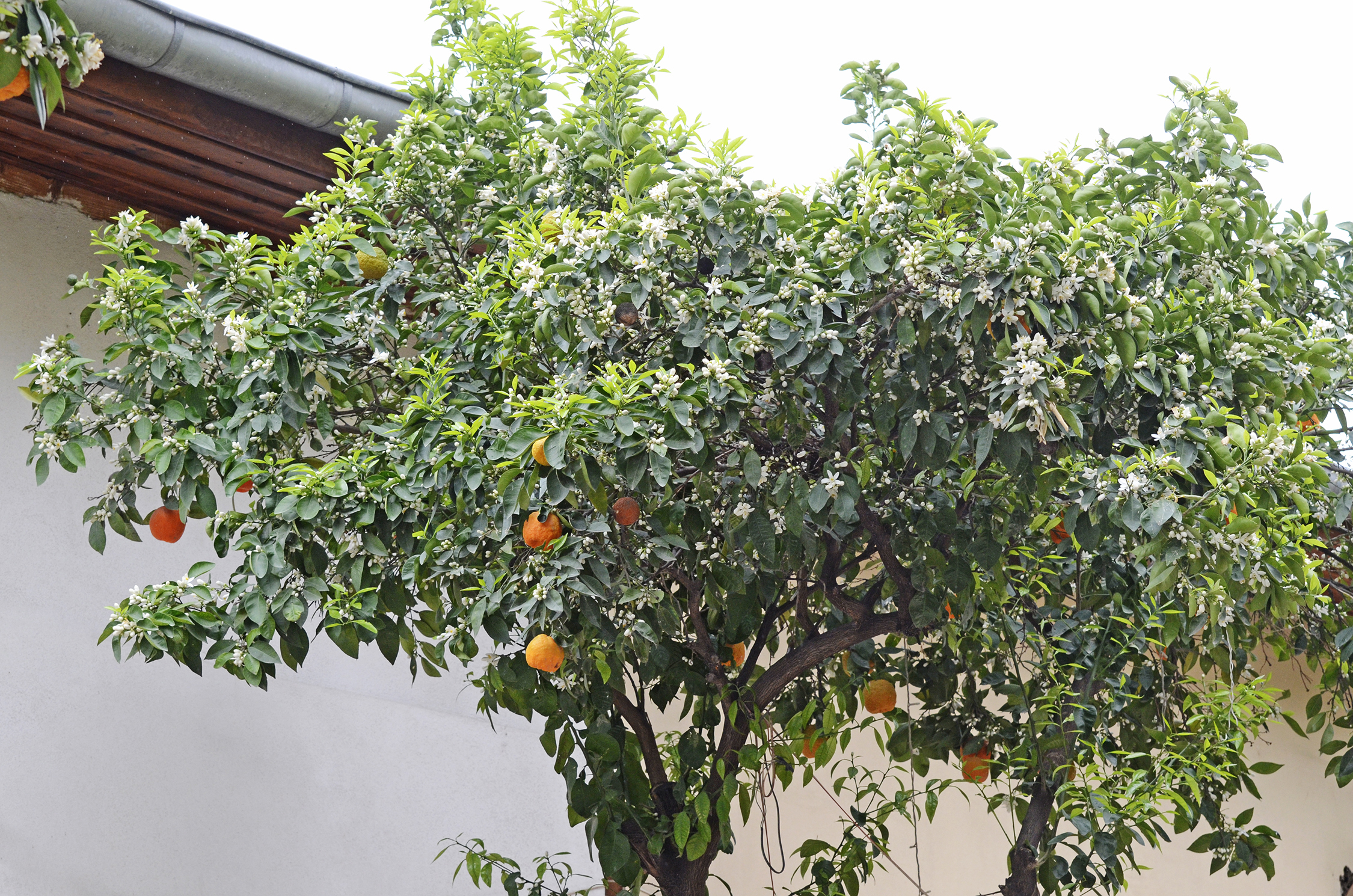
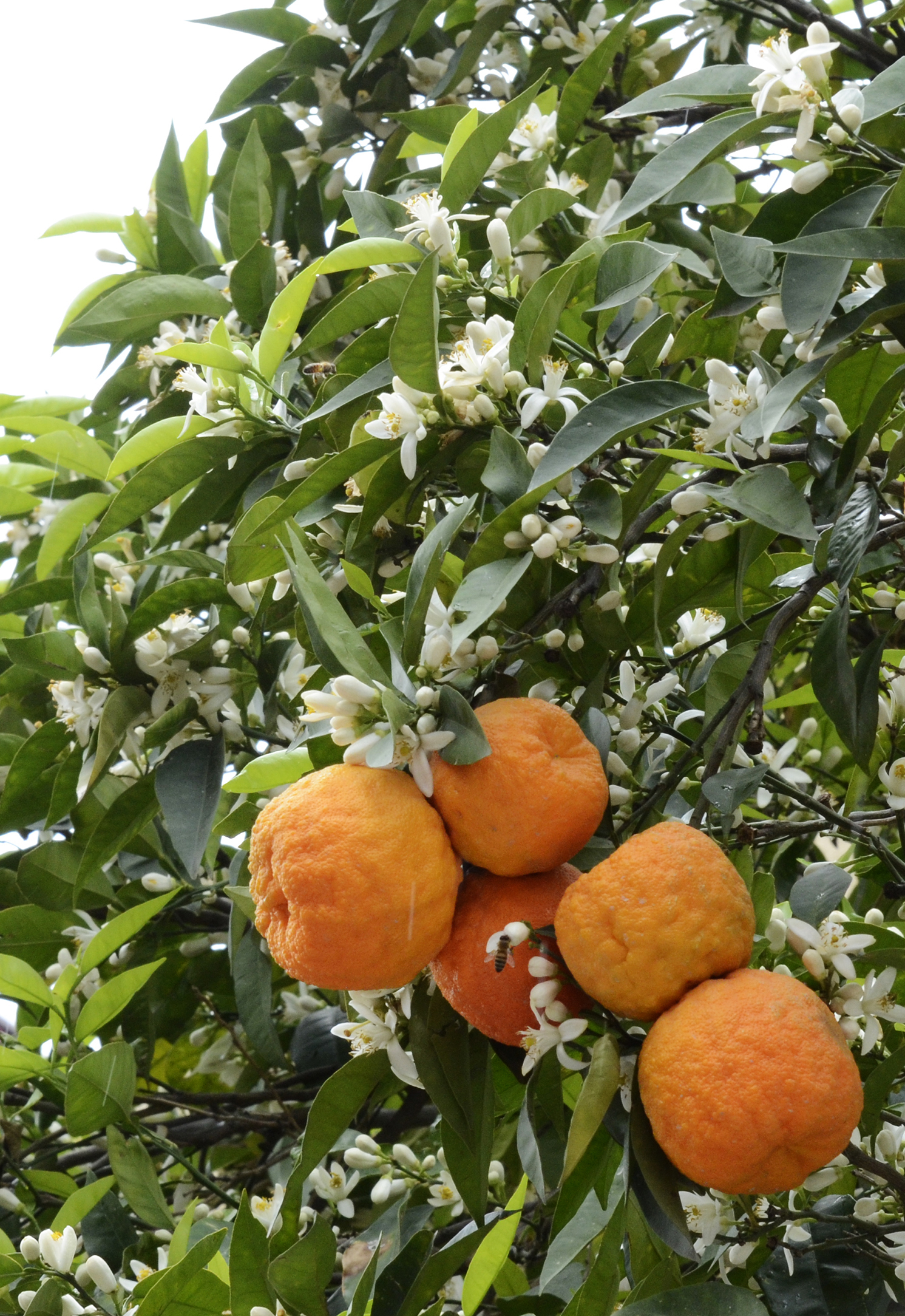
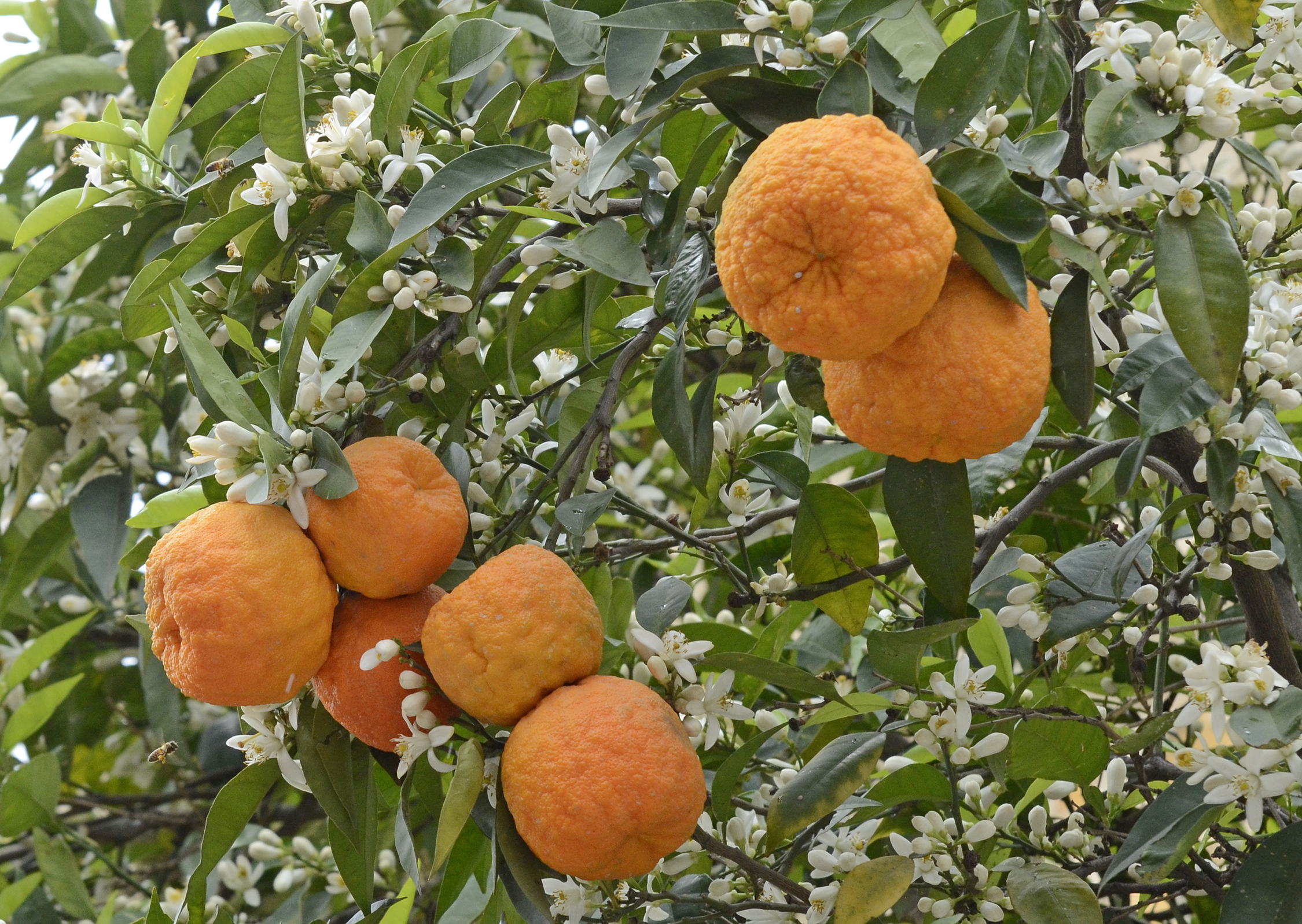
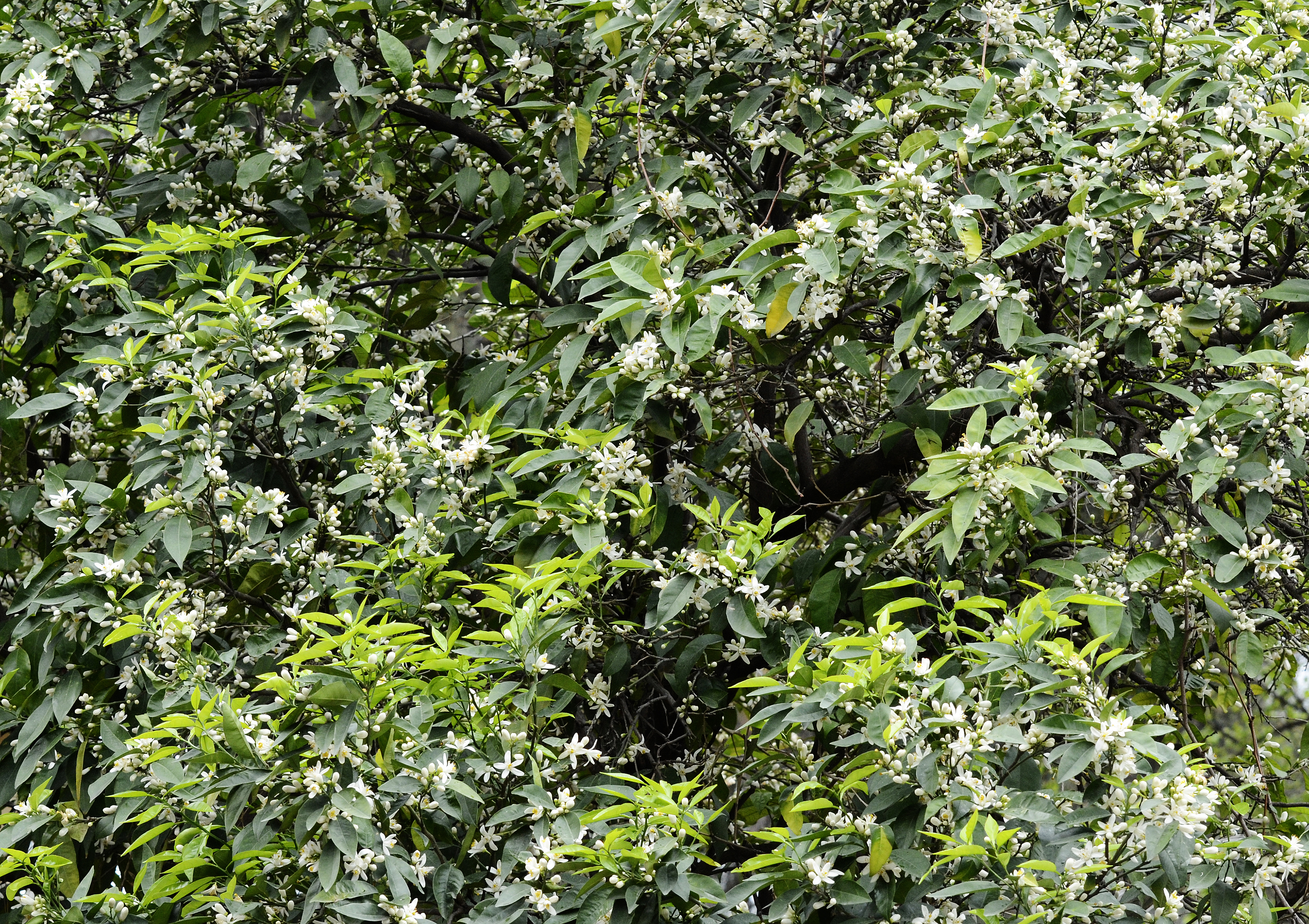